# Mensa Stuttgart-Mitte (Fassade)

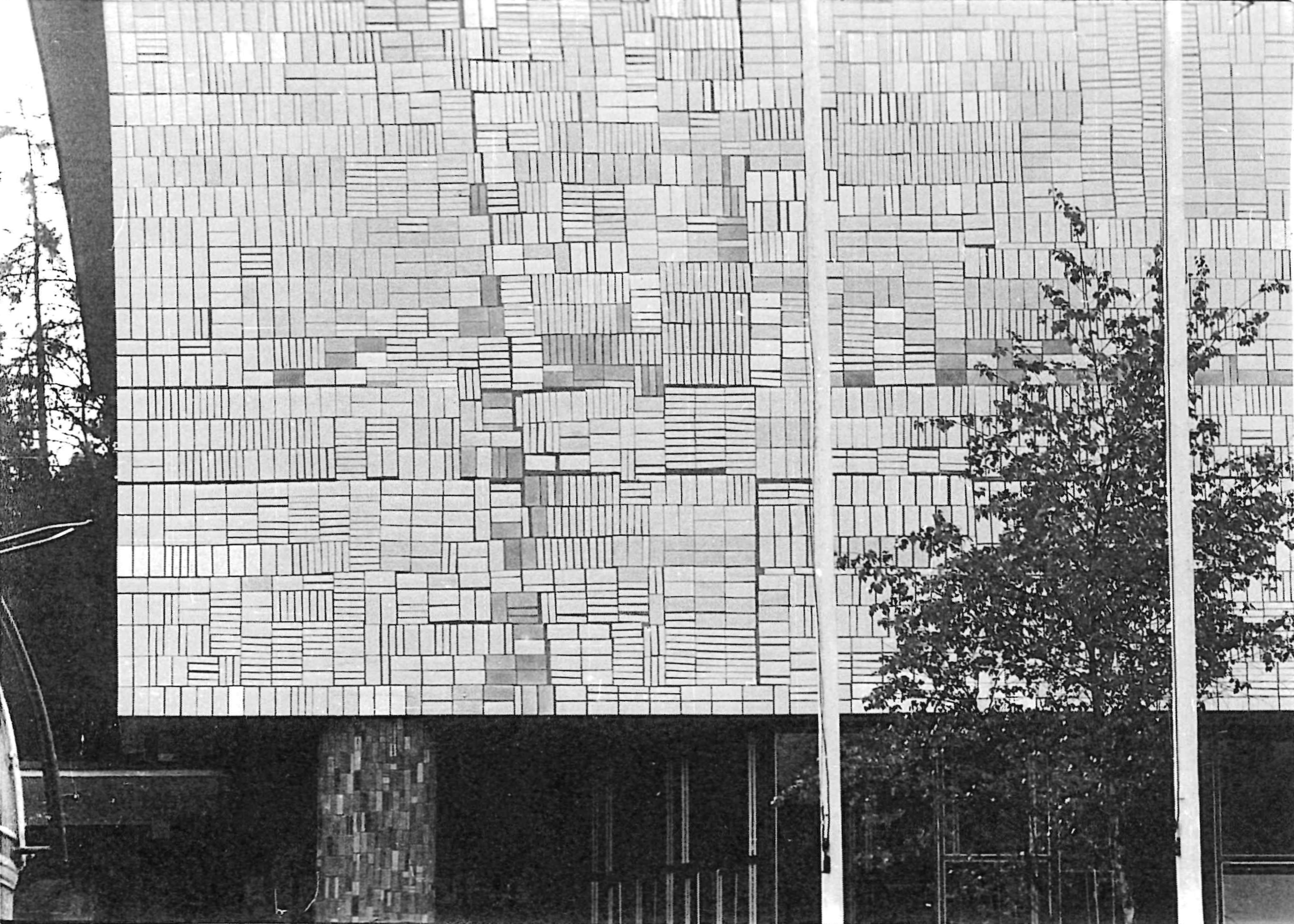
Fassadenmosaik der Mensa Stuttgart-Mitte, 1956.

Die Fassade der Mensa Stuttgart-Mitte wurde 1956 nach dem Entwurf des Malers und Bildhauers Hans Bäurle mit einem Mosaik aus Klinkerplatten verkleidet. Die rechtwinklige, abwechslungsreiche Anordnung von 2 Plattengrößen in 3 Grautönen fügt sich zu einem abstrakten Bildteppich, der die lange, monotone Fassade rhythmisch belebt.

## Beschreibung
Die Mensa Stuttgart-Mitte liegt in Stuttgart an der Holzgartenstraße 11, zwischen dem Hochhaus des Studentenwohnheims Max-Kade-Haus, dem Hoppenlaufriedhof und zwei Instituten der Universität Stuttgart. Das Mensagebäude hat die Form eines liegenden Kubus. Es erhebt sich auf einer Grundfläche von 35 × 44 Metern (Breite × Tiefe) und besteht aus 3 Stockwerken und einem Untergeschoss.
Die Alleebäume an der Straßenseite verstellen großenteils die Sicht auf den Bau, dessen Ostfassade zu den weniger bekannten Sehenswürdigkeiten der Stadt gehört. Die Erdgeschossfassade besteht aus rotem Klinkermauerwerk und einem verglasten Eingangsbereich. Die Fassade der beiden oberen Stockwerke ist mit einem 35 Meter breiten und 8,5 Meter hohen Mosaik verblendet, das teilweise an der Südfassade gegenüber dem Max-Kade-Haus weitergeführt wird. Die mächtige Fassadenwand war ursprünglich fensterlos, erst in den 1980er Jahren wurden 5 Fenster eingebaut.

"
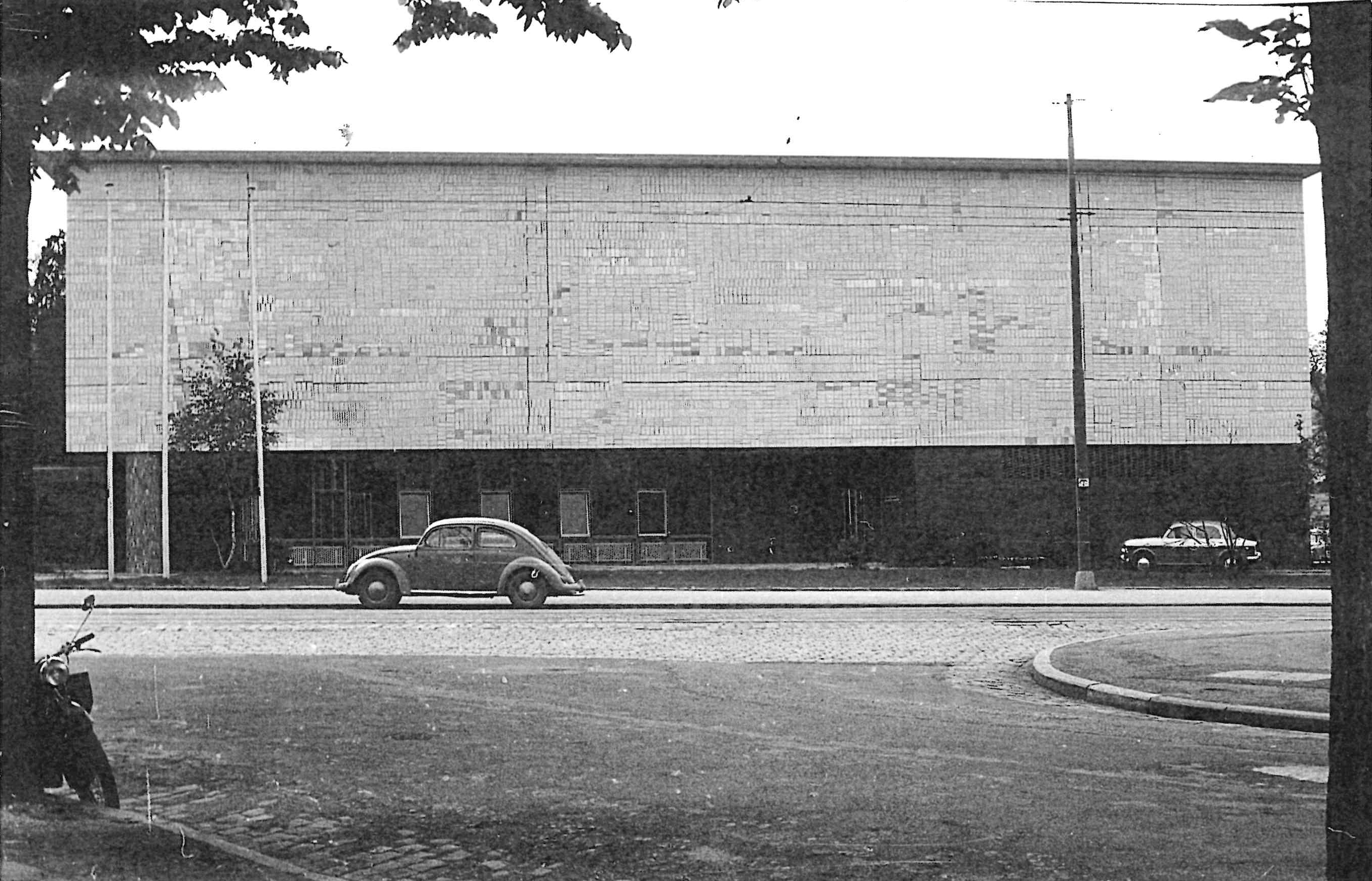
Ostfassade der Mensa, 1956.
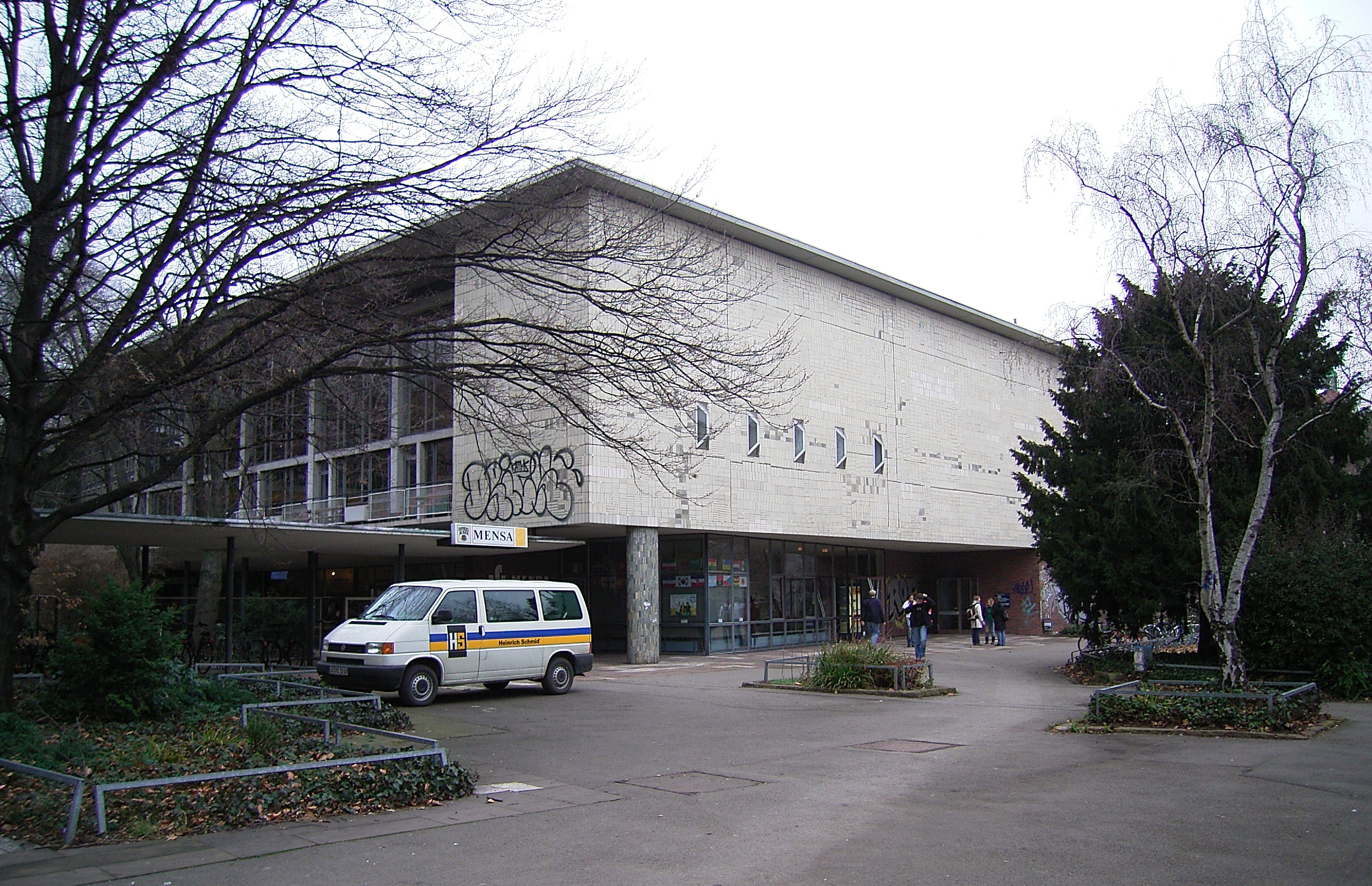
Südfassade (links) und Ostfassade der Mensa, 2017.

Das Mosaik besteht aus rund 20.000 Klinkerplatten (Spaltplatten), die sich auf zwei Größen, auf breite Platten von 244 × 116 mm und halbbreite Platten von 244 × 50 mm verteilen. Lieferant der Platten war der Keramikproduzent Buchtal (heute Agrob-Buchtal). Die übergroße Mehrzahl der Platten ist in einem mittelgrauen Ton gehalten, eine kleinere Anzahl in Hell- und Dunkelgrau. Die waagerecht und senkrecht angeordneten, über- und nebeneinander geschichteten Platten stoßen rechtwinklig aneinander und bilden eine lückenlose Flächenfüllung. Hell- und dunkelgraue Platten ballen sich in kleineren Gruppen, so dass sich eine scheinbar zufällige, inselartige Verteilung ergibt. Die ständige Abwechslung zwischen den verschiedenen Plattenformaten und Farbtönen und in der Anordnung der Platten bewirkt eine lebendige, rhythmische Gliederung der Fassade, die der Eintönigkeit der großen Wandfläche entgegenwirkt. Ein Gegenbild bietet die herkömmliche Verlegung der Platten an der Rückfront.
Ein Teil der Südfassade und die Klinkermauern im Erdgeschoss wurden das Opfer großflächiger Graffitischmierereien. Die quadratischen Metallplättchen (5 × 5 cm) zwischen einzelnen Platten der Fassade wurden nachträglich in den 1980er Jahren als Anker gegen das Herabfallen von Platten angebracht. Die Sanierung des Gebäudes und die Restaurierung der Klinkerfassade sind zurzeit in Planung (Juni 2017).

## Entstehung
Die Architekten des Mensagebäudes, Wilhelm Tiedje und Ludwig Hilmar Kresse, schrieben in einem Beitrag für die Festschrift zur Einweihung der Mensa:

„Der Saal zeigt sich zur Straßenseite hin als fensterlose mächtige Wand. Eine Fläche von diesem Ausmaß bedurfte besonderer Mittel der Gestaltung. Die Frage der rhythmischen Gliederung war Gegenstand eines Wettbewerbes unter fünf jüngeren Künstlern. Das Kuratorium, beraten durch Fachpreisrichter, entschied sich für den Entwurf des jungen Malers Bäurle, der auch zur Ausführung kam. Der Versuch, mit genormten Industrieplatten in zwei Größen und in drei Schattierungen eine lebendige Gestaltung zu erreichen, darf wohl als geglückt bezeichnet werden.“

Hans Bäurle nahm zunächst an einem Schülerwettbewerb der Kunstakademie Stuttgart teil, bei dem er den 1. Preis gewann. Sein Entwurf bestand in einer Flächenfüllung aus dicken Farbtupfern, die durch waagerechte und senkrechte Streifen in verschiedenartige rechteckige Felder gegliedert wurde.

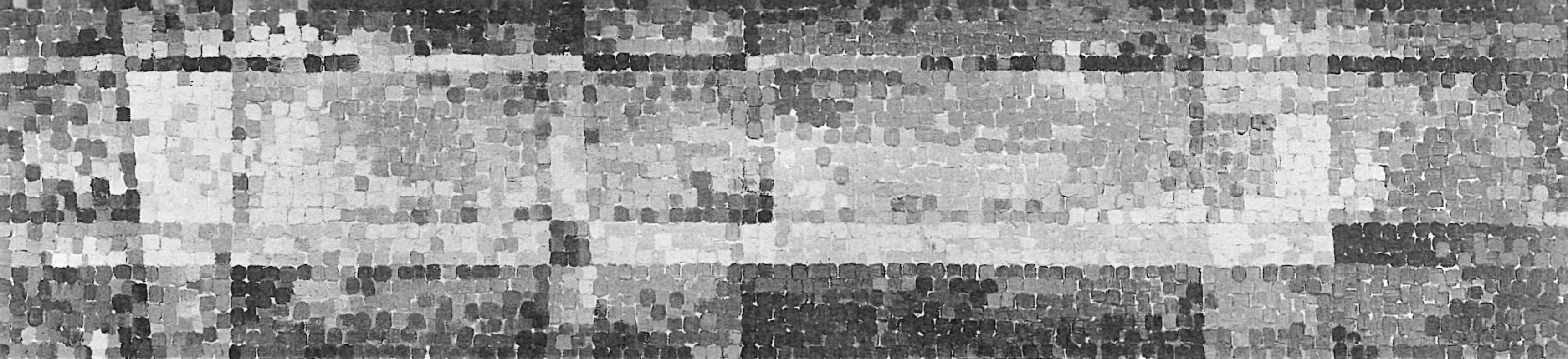
1. Preis im Schülerwettbewerb der Kunstakademie Stuttgart, Schwarzweißfoto des Entwurfs.

Das Studentenwerk Stuttgart (heute Studierendenwerk Stuttgart) schrieb einen internen Wettbewerb für die Fassadengestaltung der Schauseite der Mensa aus und forderte 5 Stuttgarter Künstler zur Teilnahme auf: Hans Bäurle, Hans Dieter Bohnet, Ernst Kibler, Eckart Mosny und Herwig Schubert. „Als Material wurden handelsübliche Spaltplatten vorgeschrieben, breite und halbe Platten, und zwar in einem bestimmten Verhältnis. Sie waren, der langen Lieferfristen wegen, vorweg bestellt. Es sollten möglichst nur zwei leicht differenzierte Farbtönungen Verwendung finden. Es wurde zugestanden, eine kleine Zahl von Platten mit einer dritten dunkleren Farbe matt zu glasieren.“ Hans Bäurles Entwurf im Maßstab 1:20 wurde in dem Wettbewerb der 1. Preis zugesprochen.
Hans Bäurle übertrug seinen Wettbewerbsentwurf in einen Ausführungsentwurf im Maßstab 1:10. Der Entwurf wurde mit einem Drahtnetz überzogen, und die sich ergebenden Rechteckfelder wurden abfotografiert. „Die Drähte wurden am Bau eingemessen und dort durch Schnüre markiert, so daß jedes Feld der Fotografie dem großen Feld in Naturgröße entsprach. So war es für die ausführenden Handwerker ein leichtes, das System des Entwurfes genau in die Wirklichkeit zu übertragen, und zwar ohne Maße, so daß der Ausführende noch so viel Spielraum behält, daß die Lebendigkeit gewährleistet bleibt.“

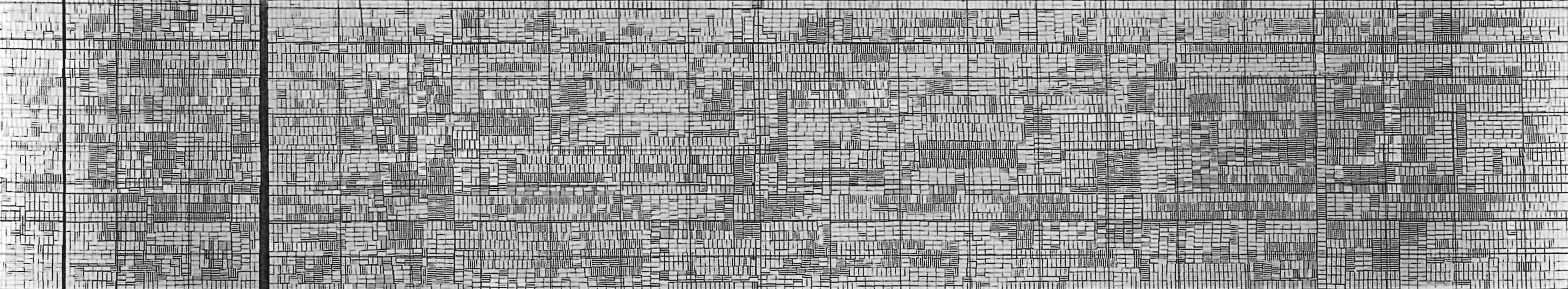
Ausführungsentwurf 1:10 mit Drahtgitter zur Übertragung des Entwurfs am Bau.

Die Ausführung übernahm die Fliesenlegerfirma Gustav Schaefer in Stetten. Die Wand, auf der das Plattenmosaik befestigt wurde, ist eine mit Ytongplatten überzogene Betonkonstruktion. Um mögliche Materialspannungen auszugleichen, wurden einige elastische Fugen angebracht, die als waagerechte und senkrechte Linien erkennbar sind.
Die in der Nähe der Mensa gelegene Liederhalle, die zur gleichen Zeit erbaut wurde, ist unter anderem durch die ideenreiche Fassadengestaltung von Blasius Spreng bekannt. Die Klinkerfassaden des Silchersaals könnten vermuten lassen, dass zwischen Blasius Spreng und Hans Bäurle ein künstlerischer Austausch bestand, beide waren einander jedoch nicht bekannt, so dass eine gegenseitige Beeinflussung ausgeschlossen ist.

## Rezeption
Hans Bäurles Mosaikfassade wurde im Jahr der Fertigstellung 1956 in einigen Zeitungsartikeln gewürdigt:
- „Das Preisgericht entschied sich für den Entwurf von Hans Bäurle, eine in den Tonwerten fein abgestimmte, rhythmische Flächengliederung, die den Eindruck eines steinernen, monumentalen Teppichs erweckt und sich dem architektonischen Ganzen des Mensabaus ausgezeichnet einfügt.“[14]

- „Bäurles Entwurf gliedert die Fläche durch ein großangelegtes unsymmetrisches Liniengerüst; die ganze Wand wird mit den zur Verfügung stehenden Plattenformaten und Farbtönen rein ornamental und ohne Wiederholungen rhythmisiert und belebt.“[15]

- „Diese Wand ist ein Versuch, sowohl in technischer wie in künstlerischer Beziehung. Die Meinungen darüber sind geteilt, im allgemeinen aber positiv. Wir sind überzeugt, daß es ein Weg ist, der neue Möglichkeiten aufzeigt. Das Erstaunliche ist wohl, daß es möglich war mit diesem Material, dessen Vorzüge in der Gleichmäßigkeit und in der Genauigkeit liegen, ein solches mit Spannung geladenes Leben der Komposition hervorzuzaubern.“[16]